# Ouisselsate
Ouisselsate  (in arabo وسلسات‎?) è un centro abitato e comune rurale del Marocco situato nella provincia di Ouarzazate, regione di Drâa-Tafilalet. Conta una popolazione di 14 196 abitanti (censimento 2014).